# サッカーサーミ代表
サッカーサーミ代表（サッカーサーミだいひょう）は、サーミサッカー協会により編成されるサーミのサッカーのナショナルチームである。サーミ人とはスカンジナビア半島北部ラップランド及びロシア北部コラ半島に居住する民族。サーミ代表は、FIFA及び、UEFAに加盟していない。

## 歴史
ノルウェー、スウェーデン、フィンランド、ロシアにまたがるサーミ人の文化地域を代表するチームである。VIVAワールドカップでは第1回大会（2006年）の優勝国になっている。NF-Board及びConIFA会員でもあり、加盟国の中では強豪の部類に入る。
2014年にエステルスンド（スウェーデン）で開催されたConIFAワールドフットボール・カップでは、ホスト国になった。試合には大勢の地元サポーターが詰めかけ、躍進が予想されていた。しかし、地域リーグがシーズン中のため選手の大半が招集できず、学生主体で戦ったためか最後まで勢いに乗り切れなかった。グループリーグでアブハジアに1-2，オクシタニアに0-1と連敗。順位決定戦1回戦ではタミル・イーラムに4-2と勝つも、順位決定戦2回戦でナゴルノ・カラバフに1-5と敗れ、10位（12チーム中）で地元の期待に応える事ができなかった。

## ワールドカップの成績
| 開催年                             | 結果               | 試合               | 勝利               | 引分               | 敗戦               | 得点               | 失点               |
| VIVAワールドカップ                 | VIVAワールドカップ | VIVAワールドカップ | VIVAワールドカップ | VIVAワールドカップ | VIVAワールドカップ | VIVAワールドカップ | VIVAワールドカップ |
| ---------------------------------- | ------------------ | ------------------ | ------------------ | ------------------ | ------------------ | ------------------ | ------------------ |
| 2006                               | 優勝               | 3                  | 3                  | 0                  | 0                  | 41                 | 1                  |
| 2008                               | 3位                | 5                  | 2                  | 1                  | 2                  | 9                  | 8                  |
| 2009                               | 3位                | 4                  | 1                  | 1                  | 2                  | 12                 | 12                 |
| 2010                               | 不参加             | 不参加             | 不参加             | 不参加             | 不参加             | 不参加             | 不参加             |
| 2012                               | 不参加             | 不参加             | 不参加             | 不参加             | 不参加             | 不参加             | 不参加             |
| ConIFAワールドフットボール・カップ |                    |                    |                    |                    |                    |                    |                    |
| 2014                               | 10位               | 4                  | 1                  | 0                  | 3                  | 6                  | 11                 |
| 2016                               | 5位                | 5                  | 3                  | 0                  | 2                  | 10                 | 4                  |
| 合計                               | 5/7                | 21                 | 10                 | 2                  | 9                  | 78                 | 36                 |